# لینوس بوت
لینوس بوت (آلمانی: Linus Butt؛ زادهٔ ۱۲ مارس ۱۹۸۷) بازیکن هاکی روی چمن اهل آلمان است.